# Goos Minderman
Gozewijn Diederik (Goos) Minderman (Renkum, 21 mei 1962) is een Nederlands rechtsgeleerde. In 2006 en 2007 was hij kortstondig lid van de Eerste Kamer voor GroenLinks.

## Levensloop
Minderman bezocht een protestants-christelijke lagere school in Oosterbeek. Vervolgens bezocht hij tussen 1974 en 1980 de havo aan het Duno College in Doorwerth en tussen 1980 en 1981 het VWO aan het Nederrijn College in Arnhem. Tussen 1981 en 1986 studeerde hij rechten aan de Universiteit Utrecht, waar hij zich specialiseerde in staatsrecht en bestuursrecht. Vervolgens werkte hij bij de inspectie der Rijksfinanciën, onderdeel van het ministerie van Financiën tot 1991. Daarnaast was hij tussen 1988 en 1989 advocaat en procureur. Tussen 1991 en 2000 werkte hij als financieel beleidsmedewerker bij het ministerie van Onderwijs, Cultuur en Wetenschappen om uit te groeien tot hoofd Financiële Expertise Pool. In 1998 werd hij universitair hoofddocent bestuur en recht bij de Vrije Universiteit, aanvankelijk in deeltijd, maar vanaf 2000 in voltijd. Hij werkt daarnaast voor de Universiteit Leiden als docent bij het Center for Governement Studies. In 2000 promoveerde hij in de rechtsgeleerdheid. Hij doceert bij de postdoctorale controllersopleiding. Vanaf 2007 is hij hoogleraar publiek recht en publiek bestuur.
Minderman was van oktober 2006 tot juni 2007 lid van de Eerste Kamer der Staten-Generaal. Hij volgde tussentijds de opgestapte Sam Pormes op. In de Kamer hield hij zich bezig met financiën, economische zaken, onderwijs en Antilliaanse zaken. Bij de Eerste Kamerverkiezingen 2007 had hij een zesde plek op de kandidatenlijst van zijn partij, te laag om herkozen te worden.
Minderman is ook op kerkelijk gebied actief. Hij is lid van de Remonstrantse Broederschap. Zo was hij voorzitter werkgroep Vluchtelingen Landelijke Raad van Kerken en penningmeester Churches Commission on Migration in Europe (2001-2005). Vanaf 2001 is hij lid Raad Oecumene en Samenwerking van Remonstrantse Broederschap (vanaf 2001) en adviseur van de conferentie van Europese Kerken in Genève (vanaf 2003). Tussen 2000 en 2001 was hij interim-voorzitter van de IKON, de interkerkelijke omroep. Van 2006 tot 2009 was hij lid van de stuurgroep van de De Linker Wang, een christelijk links platform binnen GroenLinks. Hij was van 2007 tot 2009 voorzitter van deze organisatie.